# Félix Pastor Ridruejo
Félix Pastor Ridruejo (Zaragoza, 14 de octubre de 1931-Soria, 8 de julio de 2010) fue un político y notario español, señalado como clave en la reorganización de la derecha política española tras la muerte de Francisco Franco.

## Biografía
Nacido el 14 de octubre de 1931 en Zaragoza, era sobrino de Dionisio Ridruejo. Doctor en Derecho por la Universidad de la Sorbona. Miembro de GODSA. Candidato a diputado en las elecciones de 1977, no logró sin embargo escaño; en el II Congreso Nacional de AP celebrado en 1978 se convirtió en presidente del partido, cargo que desempeñó hasta 1979, cuando fue sustituido por Manuel Fraga. Fue presidente del Partido Popular en Soria.
Amigo de Manuel Fraga, dimitió sin embargo como presidente de AP por desavenencias con el político gallego. Se le ha considerado padrino político de José María Aznar, Jesús Posada y Juan José Lucas. Fue notario y asesor de Mario Conde. Tío de Mónica Ridruejo Larri, directora general de RTVE.
Crítico en 2003 con José María Aznar por el apoyo español a la intervención militar estadounidense en Irak, llegó a declarar entonces, como miembro del consejo ejecutivo del Partido Popular (PP), que con dicho apoyo «ha saltado por los aires la idea de un PP moderado, humanitario y cristiano en cuanto a próximo a la civilización cristiana».
Falleció el 8 de julio de 2010 en Soria.

## Distinciones
- Gran Cruz de la Orden de San Raimundo de Peñafort (2002)[14]